# Copacul urban
Copacul urban este un film românesc din 2009 regizat de Vali Chincișan.